# 卡沙卜
卡沙卜，是印度與巴基斯坦穆斯林的屠夫與肉販種姓。
他們多數在屠場與肉店工作，宰殺和販賣家禽，海鮮，家牛，山羊和綿羊(有些分支種姓專門殺羊)。他們在德里蘇丹國時代從阿拉伯來到印度，宣稱自己祖先是穆罕默德所屬的古萊什部(現在有些人已從事酒店餐飲服務)。
他們主要生活在比哈爾邦、北方邦、古吉拉特邦、馬哈拉施特拉邦，少數生活在德干。
他們是遜尼派穆斯林，說烏爾都語，他們是嚴格的內婚制，偏好在小親屬圈內擇偶。